# مکس جانستون
مکس جانستون (انگلیسی: Max Johnston؛ زادهٔ ۲۶ دسامبر ۲۰۰۳) بازیکن فوتبال است.
وی همچنین در تیم‌های ملی فوتبال زیر ۱۹ سال اسکاتلند و زیر ۲۱ سال اسکاتلند بازی کرده‌است.